# Jung Ji-hae
Dans ce nom coréen, le nom de famille, Jung, précède le nom personnel.
Jung Ji-hae, née le 6 mars 1985 à Séoul, est une handballeuse internationale sud-coréenne.
Avec l'équipe de Corée du Sud, elle participe aux jeux olympiques de 2012 où elle finit à la quatrième place.

## Palmarès

### Sélection nationale
Jeux olympiques
- quatrième aux Jeux olympiques de 2012 à Londres

autres
- troisième du championnat du monde junior en 2005